# Ali Reza
Ali Reza Zohori Pour född 16 maj 1986 i Iran, är en svensk-iransk journalist på TV4. 

## Biografi
Ali Reza föddes i Iran och växte upp i Jönköping. Han gick på ett handbollsgymnasium innan han började på journalistutbildningen på Södra Vätterbygdens folkhögskola. Han började rapportera nyheter för SVT efter att han blev tilldelad ett arbetsprov som gick ut gå på att intervjua Niklas Hjalmarsson. Han fick därefter även uppdrag på Radiosporten innan han 2014 började på TV4. Efter att TV4 under 2022 lade ner sportnyheterna fick han börja jobba som nyhetsankare på kanalen.